# 科姆兰·马利

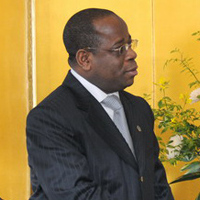
科姆兰·马利

科姆兰·马利（1960年—），多哥政治家，2007年12月至2008年9月任总理。
马利是多哥执政党多哥人民联盟的中央委员，曾任瓦瓦省和海湾省省长，2006年9月获任命为亚沃维·阿博伊博政府的城镇和城市规划部长，并任该职位至2007年9月。2007年马利在高原区阿穆省当选国会议员，阿博伊博总理请辞后，总统福雷·纳辛贝在同年12月3日任命其为新任总理。